# Угольная мина

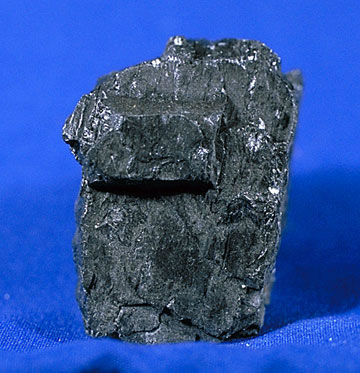
Каменный уголь, под который маскировалась угольная мина

Угольная мина — взрывное устройство, созданное советскими диверсантами в годы Второй мировой войны. Взрывное устройство маскировалось под кусок угля и подбрасывалось в тендер паровоза. Попадая в топку, мина взрывалась, выводя локомотив из строя.
Изготавливалась из тротила, получаемого из артиллерийских снарядов. По своей сути представляла собой обыкновенный кусок твёрдого взрывчатого вещества (тротил) неправильной формы и чёрного цвета, похожий на кусок каменного угля, используемого в виде топлива для паровозов. Какие-либо другие устройства (детонаторы, корпус, надписи, кодовые обозначения и указатели), полностью отсутствовали.
Это с одной стороны, определяет простоту устройства и лёгкость применения (трудно опознать среди большой массы однотипных элементов в горе угля), но с другой стороны, определяют невозможность поиска и обезвреживания таких мин собственными сапёрами. Кроме того, стойкость угольной мины к воздействию внешней среды (дождь, снег, солнце, механическое воздействие), ограничены свойствами тротила и способом хранения угля. Хотя они однозначно высокие из-за свойств самого тротила.

## Способ изготовления угольной мины
Основой источник тротила — боевые части артиллерийских снарядов. Находящийся внутри тротил трудно извлечь механическим путём в полевых условиях, в отличие от метательного заряда пороха в гильзе снаряда. Однако тротил плавится при температуре около 80—81 °C, а при плавлении становится похожим на сильно вязкую пластичную массу. С учётом того, что температура возгорания тротила более 290 °C, это определяет возможность его выплавки из снарядов и придания нужной формы.
Найденные партизанами или имеющиеся артиллерийские снаряды подвергались обезвреживанию и разборке. Для этого извлекались взрыватели из их боевых частей. Далее, нагревая снаряд в бочке с водой (то есть при температуре не более 100 °C), добивались плавления тротила и свободного его вытекания в подставляемую посуду. По воспоминаниям очевидцев, нагревание должно происходить медленно и в отсутствие воздействия ветра. Опасность процесса заключалась в возможности перегрева снаряда, возгорания от искры, что приводило к взрыву взрывчатого вещества, особенно при неквалифицированном демонтаже и малоопытном персонале.
Полученный таким образом тротил обычно использовали для изготовления взрывных устройств с обычными детонаторами (в том числе и для диверсий на железных дорогах), и только в последнюю очередь — для изготовления угольных мин. Изготовление угольной мины сводилось к приданию тротилу формы куска угля (неправильной формы кусок многогранной формы, имеющей тяготение к кубам и параллелепипедам). В процессе перемешивания угольной мины с обычным каменным углём ей окончательно придавались необходимая форма и цвет.

## Основные характеристики
Основные характеристики мины, в частности, её вес, зависели от конкретного изготовителя и сильно варьировались. Вес одного куска мог составлять примерно 50—250 граммов тротила. Куски большего размера изготавливать было нерационально, так как они могли вызывать повышенный интерес со стороны.

## Применение
Угольные мины были изобретены американским предпринимателем и сторонником Конфедерации Томасом Кортни (1822—1875) для уничтожения кораблей северян во время гражданской войны в США, есть косвенные данные о потоплении таким образом нескольких (по утверждениям некоторых авторов — до 60-ти) судов, в том числе парохода «Султанша» 27 апреля 1865 года на Миссисипи. Массовое применение получили угольные мины в годы Великой Отечественной войны, когда они использовались советскими партизанами для срыва германских железнодорожных перевозок (подбрасывание в топки паровозов).
Способ применения угольной мины заключался в её подбрасывании в кучу угля, либо в месте его хранения на железнодорожной станции, либо в тендер на самом паровозе. С углём угольная мина поступала в топку паровоза, где из-за высокой температуры и ограниченного объёма происходил взрыв тротила. Основные повреждения, причиняемые паровозу, заключались в повреждении стенок топки, кипятильных труб, углеподающих и иных технологических отверстий, причинение вреда паровозной бригаде. Паровоз после диверсии подлежал долгосрочному и трудному ремонту.
По сравнению с другими видами устройств диверсионной борьбы, угольные мины были оригинальным и вполне эффективным способом диверсий.
Основными достоинствами были:
- малозаметность,
- низкая затратность боеприпаса,
- простота устройства и применения,
- большой объём причиняемого ущерба.

Ключевые недостатки вытекали из специфических особенностей мины:
- её не могли обезвредить собственные сапёры,
- низкая стойкость к внешнему воздействию[источник не указан 4629 дней],
- невозможность определения точного времени подрыва.

Основным способом повышения эффективности использования мины являлось подбрасывание её в кучу угля, который уже находился на паровозе (в тендере), либо планировался к скорой загрузке.

## Механизм действия
Тротилу, как и почти любому взрывчатому веществу, для взрыва необходима детонация. То есть процесс взрывного химического разложения тротила должен происходить с определёнными параметрами на фронте волны детонации, прежде всего по давлению и температуре, и характеризуется высокой скоростью — типичные скорости детонации инициирующих ВВ, используемых в детонаторах, имеют порядок километров в секунду. В том же случае, если разложение будет происходить с недостаточной скоростью (порядка сотен метров в секунду), после возгорания тротил может просто сгореть без перехода горения в детонацию. Это и определяло низкую заметность угольной мины по сравнению с обычным каменным углём — и тот, и другой в нормальных условиях (то есть на воздухе) могли гореть практически одинаково.
Для того, чтобы тротил в угольной мине стал именно взрывчатым, а не горючим веществом, требовались условия, аналогичные топке паровоза — ограниченный объём и высокая температура (она выполняла роль детонатора). В таком случае окисление тротила могло приобрести сверхзвуковую скорость, что и являлось причиной детонации. Расширяющиеся при детонационном окислении тротила продукты его сгорания не могли из-за ограниченного объёма паровозной топки и низкой пропускной способности дымоходных каналов спокойно развеяться в атмосфере, что приводило к формированию ударной волны. Она и служила причиной механических повреждений.

## Интересные факты
- Угольная мина есть на экспозиции в Артиллерийском музее Санкт-Петербурга (официальное название музея — Военно-исторический музей артиллерии, инженерных войск и войск связи) (в одном из залов).
- В фильме «В осаде» главный герой (Стивен Сигал) выплавляет тротил на водяной бане для изготовления взрывного устройства, которым затем была повреждена подводная лодка террористов.